# Henryk Jużykiewicz
Henryk Jużykiewicz (ur. 22 kwietnia 1937 w Wilnie) – polski inżynier i polityk, poseł na Sejm IX i X kadencji (1985–1991).

## Życiorys
Ukończył w 1960 studia na Wydziale Inżynierii Sanitarnej Politechniki Wrocławskiej, uzyskując tytuł zawodowy magistra inżyniera urządzeń cieplnych i zdrowotnych. W latach 1966–1973 był kierownikiem działu inwestycji w Zakładach Hutniczo-Przetwórczych Metali Nieżelaznych „Hutmen” we Wrocławiu. Od 1973 pracował jako główny specjalista ds. budownictwa inwestycyjnego w Zakładach Zmechanizowanego Sprzętu Domowego „Polar” we Wrocławiu.
W 1962 wstąpił do Polskiej Zjednoczonej Partii Robotniczej, z jej ramienia w 1985 i 1989 został posłem z okręgów Wrocław-Śródmieście i Wrocław-Psie Pole na Sejm IX i X kadencji, na koniec X kadencji należał do Parlamentarnego Klubu Lewicy Demokratycznej. W 1991 nie ubiegał się o reelekcję.
Po odejściu z parlamentu zajął się prowadzeniem działalności gospodarczej w ramach spółek prawa handlowego. Pełnił też funkcję przewodniczącego zarządu osiedla Huby (2001–2004).

## Odznaczenia
- Złoty Krzyż Zasługi (1986)
- Brązowy Krzyż Zasługi
- Medal 40-lecia Polski Ludowej (1984)
- Order Uśmiechu (1986)
- Złota Odznaka „Zasłużony dla Miasta Wrocławia i Województwa Wrocławskiego”
- Złota Odznaka Politechniki Wrocławskiej[1]